# Aleiodes carbonaroides
Aleiodes carbonaroides (лат.) — вид паразитических наездников из семейства Braconidae (Ichneumonoidea) отряда перепончатокрылые насекомые.
Европа (Великобритания, Германия, Нидерланды). Длина буровато-оранжевого тела менее 1 см, переднего крыла — 4,2 мм. Усики состоят из примерно 40—50 флагелломеров.
Вид был впервые описан в 2020 году в ходе ревизии, проведённой Корнелисом ван Ахтенбергом (Cornelis van Achterberg; Чжэцзянский университет, Ханчжоу, Китай), британцем Марком Шоу (Mark R. Shaw; National Museums of Scotland, Эдинбург, Великобритания) и Дональдом Куики (Donald L. J. Quicke; Chulalongkorn University, Бангкок, Таиланд). Видовое название A. carbonaroides происходит от имени сходного вида o Aleiodes carbonarius Giraud, 1857. Включён в состав видовой группы Aleiodes apicalis group из подсемейства Rogadinae. Паразитируют на гусеницах бабочек рода Cerapteryx из семейства Noctuidae (Lepidoptera) и окукливаются внутри их шкурки, которая, твердея, образует так называемую мумию.